# Cây Thị
Cây Thị là một xã thuộc huyện Đồng Hỷ, tỉnh Thái Nguyên, Việt Nam.

## Địa lý
Xã Cây Thị nằm ở phía đông nam huyện Đồng Hỷ và có một phần diện tích thuộc mỏ sắt Trại Cau, có vị trí địa lý:
- Phía đông giáp xã Hợp Tiến và xã Tân Lợi
- Phía tây giáp xã Nam Hòa và xã Văn Hán
- Phía bắc giáp thị trấn Trại Cau
- Phía bắc giáp huyện Võ Nhai.

Xã Cây Thị có diện tích 40,63 km²,, dân số năm 2020 là 5.014 người, mật độ dân số đạt 124 người/km².
Suối Găng bắt nguồn từ khu vực phía bắc của xã và chảy dọc theo chiều dài địa bàn rồi chảy về phía tây ra sông Cầu.

## Lịch sử
Sau năm 1945, Cây Thị là một xã thuộc huyện Đồng Hỷ.
Đến năm 2019, xã Cây Thị được chia thành 8 xóm: Cây Thị, Hòa Bình, Hoan, Khe Cạn, Kim Cương, Mỹ Hòa, Suối Găng, Trại Cau.
Ngày 23 tháng 7 năm 2019, sáp nhập xóm Hòa Bình vào xóm Trại Cau.

## Hành chính
Xã Cây Thị được chia thành 7 xóm: Cây Thị, Hoan, Khe Cạn, Kim Cương, Mỹ Hòa, Suối Găng, Trại Cau.

## Kinh tế - xã hội
Trên địa bàn xã Cây Thị có mỏ sắt Kim Cương với tiềm năng 9 vạn tấn thuộc mỏ sắt Trại Cau. Cây Thị có con suối Hoan, chảy dọc theo địa bàn và cung cấp nguồn nước tưới cho 1/3 diện tích đất nông nghiệp của xã Cây Thị, tuy nhiên suối đang dần cạn kiệt do tình trạng khai thác vàng trái phép Đến đầu năm 2011, nạn khai thác vàng trái phép mới được chấm dứt.